# Lorenzo Domínguez Villar

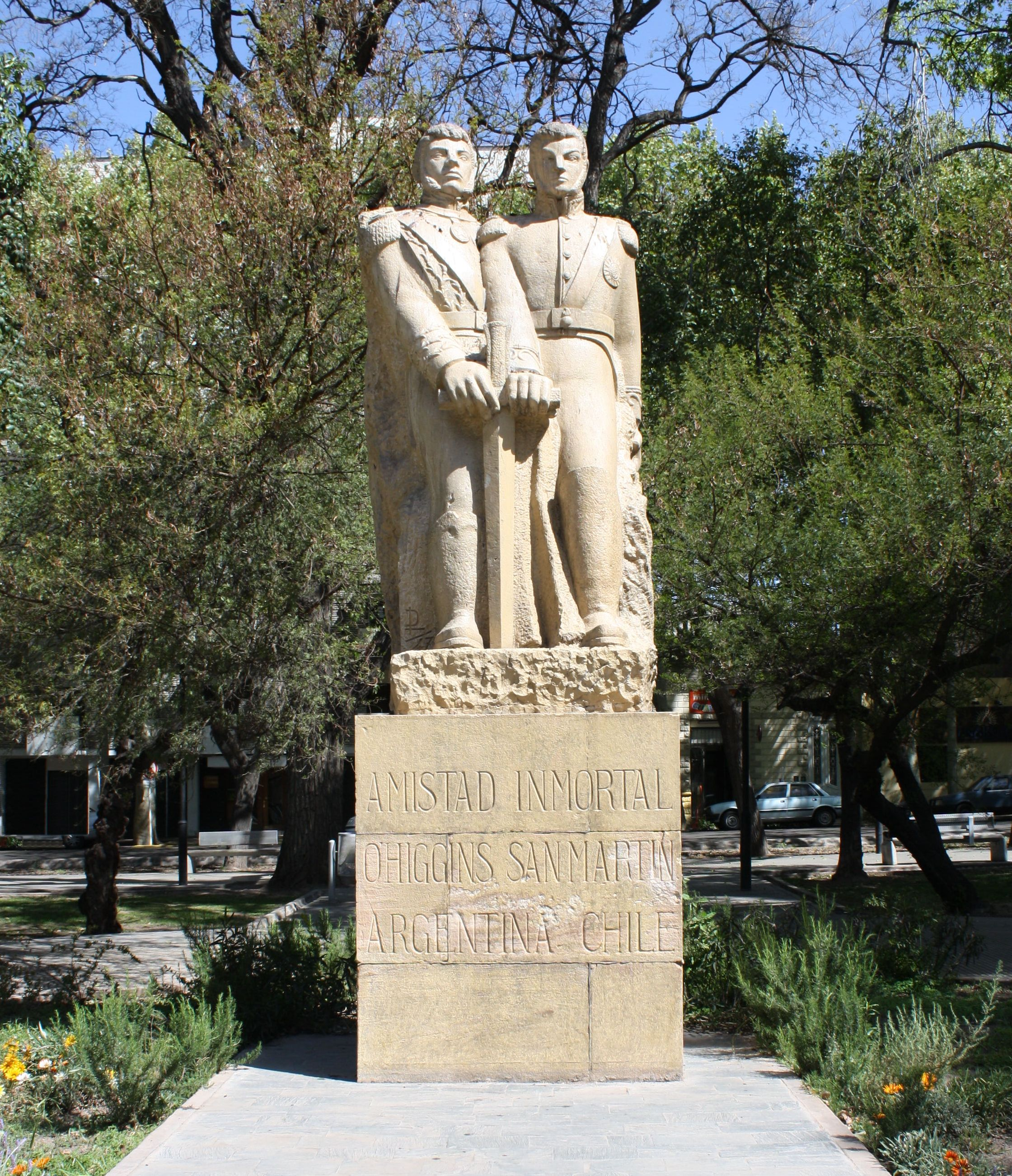
Monumento a Bernardo O'Higgins y José de San Martín, creado por Lorenzo Domínguez Villar en 1947. La escultura está ubicada en la Plaza Chile, Mendoza, Argentina.

Lorenzo Domínguez (Santiago, Chile; 15 de mayo de 1901-Mendoza, Argentina; 21 de marzo de 1963) fue un escultor chileno, un artista capaz de sintetizar de manera personal la estética de la cultura precolombina latinoamericana, la estética del arte de Rapa Nui (Isla de Pascua) y la estética derivada de su propia formación artística europea.

## Biografía
Nació en Santiago de Chile en 1901. Transcurre casi toda su infancia y su adolescencia en Santiago, pero siendo niño permanece un año estudiando en un colegio de Málaga, en el Sur de España. Durante su juventud, Lorenzo Domínguez viaja por segunda vez a España, donde vive once años en Madrid y donde se inicia y forma como escultor (1920-1931). A los treinta años regresa a Santiago de Chile, donde continúa esculpiendo y donde enseñará su arte por los próximos siete años en la Escuela de Bellas Artes de Santiago (1931-1938). En 1938, durante la Guerra Civil Española, va a Barcelona por algunos meses, ayudando a algunos grupos republicanos en la tarea de salvaguardar obras artísticas. Entre 1938 y 1939 vive por un año en Francia, en París, donde frecuenta algunos de los más grandes talleres de escultura de la época. Regresa a Santiago de Chile donde retoma su cátedra de escultura y donde vive, trabaja y enseña por los próximos dos años (1939-1941). A los cuarenta se traslada a Argentina, donde vive y trabaja en las ciudades de Mendoza y Tucumán (1941-1963). En estas dos ciudades realizará la mayor parte de sus esculturas y dibujos, y la totalidad de sus metales, mientras enseña escultura en las Universidades Nacionales de Cuyo y de Tucumán. A los cincuenta y ocho años, Lorenzo Domínguez realiza un sueño artístico que lo había acompañado toda su vida, y viaja a la Isla de Pascua o "Rapa Nui", donde reside durante trece meses, creando algunos de sus grandes dibujos y esculturas y estudiando los tesoros artísticos de la Isla (1960-1961). En febrero de 1961 regresa a Argentina, a Mendoza, donde transcurre un período de creación intensa, y donde muere dos años después, el 21 de marzo de 1963.
Sería reductivo considerar a Lorenzo Domínguez como un artista chileno, argentino o europeo a causa del lugar en que nació, o aprendió a esculpir, o realizó sus obras. Lorenzo Domínguez fue un artista latinoamericano que vivió su arte bajo el signo de ciertos sincretismos. Antes de su encuentro directo con la Isla de Pascua, el artista fue capaz de sintetizar las perspectivas estéticas adquiridas durante sus años de formación en España y Francia con ciertos rasgos del arte precolombino, como el privilegiar la piedra sobre otros materiales clásicos de la escultura como el bronce o la madera, o el privilegiar las piedras locales andinas sobre el más tradicional mármol de Carrara, o el usar la técnica de la talla directa. El encuentro con los moais y petroglifos de la Isla de Pascua no fue sentido por Lorenzo Domínguez como la incorporación de un elemento extraño, sino como una absoluta continuidad: a sus ojos, la Isla de Pascua, con sus piedras que "parecen esculturas" y sus esculturas que parecen "simples piedras" da forma al sueño de "Miguel Ángel, que aspiraba a esculpir montañas",. El fundamental encuentro con la Isla de Pascua y con una estética signada a la vez por la monumentalidad y la línea, permitió a Lorenzo Domínguez realizar una nueva y definitiva síntesis artística caracterizada por una fusión muy personal de elementos artísticos europeos, latinoamericanos y pascuenses.

## Producción artística: esculturas, planchas de metal batido y dibujos
Lorenzo Domínguez completó 252 esculturas que han sido fotografiadas y descriptas en el Catálogo General de 1998 que se encuentra en su sitio web. Aunque Domínguez trabajaba una gran variedad de materiales, su medio escultórico preferido era la piedra, en gran parte porque concebía la escultura como "una lucha entre el artista y el material que se le
resiste". Solía decir que "no hay buen arte sin lucha", que "cuando el material es blando, el escultor lo doblega fácilmente. Puede hacer con él todo lo que quiere, pero a costa de la solidez de los resultados", y también que la greda y el yeso "son materiales demasiado blandos y obedientes". La piedra, en cambio, "resiste, pero a la vez colabora... Si hay lucha, la piedra misma va orientando la mano del escultor". Del total de 252 esculturas realizadas por Lorenzo Domínguez, 76 son en piedra o en mármol, 34 en bronce, 5 en madera, 9 en cerámica, 13 en cemento y 115 en yeso. Algunas de estas esculturas son monumentos públicos a Santiago Ramón y Cajal, a Johann Sebastian Bach, a Louis Pasteur, al Dr. Luis Calvo Mackenna, a Leandro N. Alem, a José de San Martín y Bernardo O'Higgins, al Dr. Miguel Lillo y a Platón. Muchas de las esculturas de Lorenzo Domínguez son retratos, otras pertenecen a su "Serie del Planetario" ("Retrato de la Luna", "El Planeta Venus", "El Planeta Saturno", "La Vía Láctea", "Berenice" y "Lucerito"), algunas son desnudos o torsos, algunas tienen temas existenciales o metafísicos ("La Muerte", "La Esperanza", "Jeroglífico del Tiempo"), algunas tienen temas políticos ("El Prisionero Político Desconocido", "Barcelona", "La Paz"), algunas tienen temas religiosos ("Cristo", "La Virgen de la Esperanza", "Santa Olalla"), algunas son de inspiración Latinoamericana ("Llaima-Llaima", "María Coya", "La Cuyanita"), y algunas son de inspiración pascuense ("El Padre Sebastián Englert de la Isla de Pascua" y "Muchacha Pascuense").

### Metal batido
Lorenzo Domínguez creó 34 grandes planchas de metal batido (http://www.lorenzodominguez.com/CATALOGO/INDEX.HTM). Esta manifestación estética es característica de la obra de Lorenzo Domínguez. Va más allá de lo que en escultura se conoce como un "relieve", ya que implica la combinación del arte del dibujo con el arte de la escultura. Domínguez incorporó técnicas usadas por los joyeros, pero en lugar de trabajar con láminas de metales preciosos sutiles y de pequeñas dimensiones, trabajó con láminas de hierro o cobre que tenían varios milímetros de espesor y que abarcaban un área que se extendía desde 50 x 30 cm. hasta 1 x 1 m. El largo proceso del batido comenzaba con un dibujo en tiza sobre la parte posterior de la plancha de metal. Luego, la plancha de metal se colocaba sobre una torta tibia de alquitrán. Finalmente, el escultor batía con fuerza y repetidamente la plancha de metal desde la parte posterior, utilizando un martillo redondeado o una combinación de martillo y cincel, hasta que después de un largo proceso su obra se completaba gracias a los volúmenes masivos que emergían hacia el frente de la lámina.

### Dibujo
Lorenzo Domínguez fue un dibujante, además de un escultor. Comenzó a realizar sus dibujos más de diez años después de iniciarse en la escultura, logrando completar alrededor de 500 dibujos de gran tamaño a lo largo de su vida artística. En el Catálogo General de 1998  estos dibujos han sido fotografiados y clasificados en veintitrés series temáticas: Desnudos de pie, Desnudos sentados, Desnudos reclinados, Dos desnudos, Vía Crucis de Don Quijote, Retratos, Temas religiosos, Maternidades, Anticipos de la Isla de Pascua, Serie de las piedras, Mitología de Chile, Serie de los temas varios, Moáis, Make-Makes, Hombres Pájaros, Manos de moais, Komaris, Torsos de la Isla de Pascua, Serie de

## Vida y obra

### Desde 1901 a 1920 (Santiago de Chile y Málaga, España)
Lorenzo Domínguez nació en Santiago de Chile, el 15 de mayo de 1901. Este escultor chileno, de padres españoles, pasa su infancia residiendo entre Chile y España. Sus padres, Sebastián Domínguez Aguilar y Ana Villar Urbano, eran de los pueblos de Colmenar y Casabermeja en la provincia española de Málaga. De niño, Lorenzo Domínguez fue a España con sus padres. Vivió en Málaga durante un año, estudiando en el Colegio Jesuita de San Estanislao de Kostka, en Miraflores del Palo, Málaga.

### Desde 1920 a 1931 (Madrid, España)

#### Vida y contexto cultural
En 1920 Lorenzo Domínguez viajó por segunda vez a España, a Madrid, donde permanecería por los próximos once años. En 1920 comienza sus estudios de medicina, que continúa durante cinco años. Durante la dictadura de Miguel Primo de Rivera, frecuentó dos círculos culturales, o "tertulias": un grupo de carácter médico y científico vinculado a Santiago Ramón y Cajal, el Premio Nobel de medicina de 1906, y un grupo de escritores y artistas vinculado al gran escritor modernista, Ramón del Valle Inclán. El grupo de Cajal incluía profesionales como García del Real, profesor de patología; Juan Negrín, el fisiólogo y político socialista que más tarde se convertiría en el último Presidente del Gobierno (Primer Ministro) de la Segunda República Española; y Pío del Río Hortega, un famoso neuro-histólogo que luego de la Guerra Civil dejó España, muriendo en Buenos Aires en 1945. El grupo de Valle Inclán incluía escritores y artistas como Enrique Díez Canedo, poeta y crítico literario; Ricardo Baroja, pintor; José Gutiérrez Solana, pintor y escritor; ocasionalmente el poeta Antonio Machado; Juan de Echeverría, pintor; Ignacio Sánchez Mejías, el torero y escritor; Juan de la Encina, crítico de arte; y Manuel Azaña, el escritor y político que luego se convertiría en el último Presidente de la Segunda República Española.

#### Obra
En 1926, mientras todavía estudiaba medicina, Lorenzo Domínguez comprendió que su verdadera vocación era la escultura. Desde 1926 a 1931 trabajó en los talleres de Juan Cristóbal y Emiliano Barral. Entre las obras importantes de este período se pueden mencionar dos cabezas en mármol, "Cajal" y "Julia"; un retrato en piedra de Martín Luis Guzmán, el escritor mexicano; y una cabeza de bronce titulada "Joven de Pelo Corto". Además, Domínguez talló un monumento en piedra dedicado a Santiago Ramón y Cajal, que actualmente está colocado en el "Ilustre Colegio Oficial de Médicos de Madrid" (Santa Isabel, Nº 51, Madrid). Una copia de tamaño idéntico, hecha en cemento, ha sido colocada en el cercano "Instituto de las Administraciones Públicas".

### Desde 1931 a 1938 (Santiago de Chile, primer período)

#### Vida y contexto cultural
En 1931, Lorenzo Domínguez regresó a Santiago de Chile y comenzó a enseñar escultura en la Escuela de Bellas Artes de Santiago. Entre sus amigos había numerosos artistas plásticos, como los pintores Hernán Gazmuri, Abelardo Bustamente, Inés Puyó y María Tupper, así como otros pintores del Grupo Montparnasse (Camilo Mori, Pablo Burchard, Augusto Eguiluz y Anita Cortés); escultores como Samuel Román Rojas, Totila Albert y Laura Rodig; poetas como Pablo Neruda, Premio Nobel de literatura de 1971, Vicente Huidobro, el autor vanguardista responsable del movimiento llamado "creacionismo", y Nicanor Parra; escritores como los novelistas Marta Brunet, Augusto D'Halmar, Manuel Rojas y Mariano Latorre; músicos como Claudio Arrau, Acario Cotapos, Víctor Tevah y Rosita Renard; y científicos como el profesor Alejandro Lipschutz. Entre sus discípulos de este período debemos citar a Lily Garafulic, Marta Colvin Andrade, María Bellet y María Fuentealba.

#### Obra
Entre 1931 y 1938 Lorenzo Domínguez completó tres monumentos públicos. El primero, una escultura en bronce, estaba dedicado "A Jaime Pinto Riesco", un joven estudiante de medicina asesinado por la policía el 24 de julio de 1931, durante una demostración contra la dictadura de Carlos Ibáñez (1927-1931); el segundo, una cabeza de piedra de grandes dimensiones, "A Johann Sebastian Bach", está colocada en el Parque Forestal, en Santiago; el tercero es un monumento de piedra colocado en la Facultad de Odontología de la Universidad de Chile, dedicado "Al Dr. Germán Valenzuela Basterrica", el fundador de la Escuela Dental de Santiago de Chile. Otras esculturas de este período son "Nieves", un retrato de Nieves Yáncovic; "Nana" y "Santa Olalla" en mármol de Carrara; un retrato en piedra del escritor "Augusto D'Halmar"; un hermoso retrato en bronce de "Elisa Bindhoff", la esposa chilena de André Breton; un retrato en bronce de "El Pintor Pablo Burchard", también en bronce, del pintor Hernán Gazmuri, que actualmente se encuentra en el Museo Nacional de Bellas Artes de Santiago. Otros bronces de este período son: "Arzobispo Errázuriz", "Elena Bezanilla", "Eliana", "Olga", "Graciela", "Magdalena" y una máscara del "Profesor Lipschutz". "Lilión", una cabeza femenina en mármol verde de Florencia es una de sus obras maestras. Un bronce de "Lilión", está en el Museo Nacional de Bellas Artes de Santiago.

### Desde 1938 a 1939 (España, Francia, Inglaterra)
En 1939 Lorenzo Domínguez regresó a Europa. Permaneció algunos meses en Barcelona, colaborando con grupos Republicanos en la salvación de tesoros artísticos amenazados por la guerra civil. Viajó luego a Londres y a París, donde experimentó un gran impacto artístico al visitar la exposición de Picasso en la galería "Paul Rosenberg" (Diego F. Pró, Lorenzo Domínguez, pp. 50-53). Domínguez permaneció en París aproximadamente un año, frecuentando los talleres artísticos de Bourdelle, Arístides Maillol y Brancusi. Consideraba a Bourdelle, que había muerto en 1929, un genio. Admiraba incondicionalmente a Maillol en tanto escultor, pero no sentía idéntica admiración por el dibujante. También admiraba a Brancusi, aunque algunas veces encontraba que las superficies de algunas esculturas de Brancusi eran demasiado brillantes y pulidas.

### Desde 1939 a 1941 (Santiago de Chile, segundo período)
En 1939 Lorenzo Domínguez regresó a Santiago de Chile, donde continuó creando y enseñando escultura en la Escuela de Bellas Artes. Entre junio y septiembre de 1939, tres de sus esculturas fueron exhibidas en el New York Riverside Museum, como parte de la "Latin American Exhibition of Fine and Applied Art" ("Lilión", "Santa Olalla" y "Cajal"). Entre 1939 y 1941 Lorenzo Domínguez completó el monumento "Al Dr. Luis Calvo Mackenna", un famoso pediatra chileno. Se trata de una maternidad en basalto negro, que ha sido ubicada en el Parque Balmaceda de Santiago. Lorenzo Domínguez también completó otra importante escultura en basalto negro, "Retrato de la Luna", la primera de las obras de su "Serie del Planetario"; y además un retrato en piedra de "El Pintor Augusto Eguiluz". La obra maestra de Domínguez durante este período es "Víctor Delhez", un retrato del grabador belga, tallado en mármol de Carrara.

### Desde 1941 a 1949 (Mendoza, Argentina, primer período)

#### Vida y contexto cultural
En 1941 se trasladó a Mendoza, Argentina, para enseñar escultura en la recientemente fundada Universidad Nacional de Cuyo, donde se casó con Clara Digiovanni, una profesora de inglés de esta misma universidad. Tuvieron tres hijos: Federica, Lorenzo y Fernán.
Mendoza, y especialmente la nueva universidad, tenía una atmósfera cultural vibrante. Durante sus años mendocinos (1941-1949; 1956-1959; 1961-1963), volvió a encontrar a Víctor Delhez, el grabador que había conocido poco antes en Santiago de Chile; y entabló amistad con otros artistas:
- Pintores: Francisco Bernareggi, Ramón Gómez Cornet, Roberto Azzoni, Rosalía Flichman, Roberto Cascarini, Fidel de Lucía, José Manuel Gil, Enrique Sobisch y Rosa Arturo. Fabian Galdamez.
- Dibujantes: Fivaller Subirats y Mario Marziali; al humorista y genial autor de historietas Joaquín Lavado o "Quino";
- Grabadores: Sergio Hocevar (o Sergio Sergi) y Herberto Hualpa;
- Poetas y escritores: Reinaldo Bianchini, Alberto Cirigliano, Alberto Dáneo, Daniel Devoto, Jorge Enrique Ramponi, Guillermo Kaúl, Américo Calí, Ricardo Tudela, Antonio Di Benedetto, Julio Cortázar, Abelardo Vázquez, Juan Villaverde, Iverna Codina, Angélica Mendoza, Fernando Lorenzo, Víctor Hugo Cúneo, Armando Tejada Gómez, Rodolfo Braceli y Hugo Acevedo;
- al historiador Claudio Sánchez Albornoz;
- al escritor y profesor de Filosofía Diego F. Pró, que más tarde se convertiría en su biógrafo; Ernesto y Joan Corominas, que eran respectivamente un matemático y un filólogo;
- a Edmundo Correas, el primer rector de la Universidad Nacional de Cuyo;
- a profesores de Literatura como Adolfo Ruiz Díaz, Alfredo Roggiano, Emilia Puceiro y Delia Villalobos;
- a otros profesores como Matilde Zuloaga, Enrique Zuleta Álvarez, Lorenzo Mascialino y Manlio Lugaresi;
- al matemático Manuel Balanzat;
- a los médicos Fernando Mas Robles, Francisco Correas, Francisco Amengual, Mario Burgos y Rodolfo Muratorio Posse;
- a varios músicos, como el pianista Antonio De Raco, el compositor Isidro Maiztegui, el compositor y cantante de canciones folklóricas Jaime Dávalos, el organista y compositor Julio Perceval, Juan Salomone, Amicarelli, Julio Malaval, la pianista Estela López Lubary y las cantantes Mary Lan y Mercedes Sosa;
- a la actriz y directora teatral Galina Tolmacheva y la actriz Niní Gambier;
- al folklorista y narrador Juan Draghi Lucero;
- al periodista Miguel Gómez Echea;
- al editor Gildo D'Accurzio;
- al fotógrafo Antonio D'Elia;
- al abogado Juan Carlos Silva; y
- a los arquitectos Daniel Ramos Correas, Samuel Sánchez de Bustamente, y Arturo y Manolo Civit.

Entre sus discípulos, cuatro artistas jóvenes trabajaron con él por un período muy extenso: Beatriz Capra, Mariano Pagés, José Carrieri y Carlos de la Mota. Otros de sus estudiantes fueron: Luis Quesada, Carlos Alonso, Orlando Pardo, Leonor Rigau, Miguel Ángel Sugo, Marcelo Santángelo, Irene Pepa, Elio Mirrado, Alberto Moscatelli, José Bermúdez y el renombrado artista hispano-argentino Enrique Sobisch.
Periódicamente, Lorenzo Domínguez viajaba a Buenos Aires. Allí, sus amigos fueron escultores como Líbero Badii, Antonio Sibellino, Alfredo Bigatti, José Fioravanti, Horacio Juárez, Noemí Gerstein y Lea Lublin; pintores como Emilio Pettoruti, Héctor Basaldúa, Benito Quinquela Martín, Lucio Fontana, Raquel Forner, Luis Seoane, Alfredo Guido, Ernesto Farina y Mariette Lydis; ceramistas como Fernando Arranz y Tove Johansen; críticos de arte como Jorge Romero Brest, Córdova Iturburu, Julio Payró, Roger Plá, José Luis Pagano, Lorenzo Varela, Miguel de los Santos y Romualdo Brughetti; fotógrafos como Horacio Coppola, Grete Stern y Anatole Saderman; poetas y escritores como el poeta español Rafael Alberti y su esposa, la novelista María Teresa León, el novelista guatemalteco Miguel Ángel Asturias, Premio Nobel de literatura de 1967, los autores vanguardistas Oliverio Girondo y Eduardo González Lanuza, y otros escritores y poetas como Manuel Mujica Lainez, Mario Binetti y Victoria Ocampo; actores y gente de teatro, como Margarita Xirgu, Delia Garcés, Pedro López Lagar o el escenógrafo Gori Muñoz; el editor Gonzalo Losada; y coleccionistas de arte, como Víctor Bossart y Federico Vogelius.

#### Obra
Durante su primer período en Mendoza, desde 1941 a 1949, Lorenzo Domínguez creó algunas de sus principales obras escultóricas. Completó siete monumentos públicos. Dos de estos monumentos están dedicados "A Pasteur": el primero está en el Instituto de Bacteriología en Santiago de Chile, y el otro en el Hospital Lagomaggiore de Enfermedades Infecciosas, de la ciudad de Mendoza. Otros dos monumentos están dedicados "A Leandro N. Alem", un famoso político argentino de ideales democráticos y antiautoritarios que en 1891 fundó el partido político más antiguo de la Argentina, la Unión Cívica Radical. Ambos monumentos están en Mendoza: uno en un parque (Parque del Este), y el otro en una escuela (Leandro N. Alem). Lorenzo Domínguez también completó un monumento en piedra dedicado "Al Dr. Anacleto Gil", que a fines del siglo XIX fue gobernador de la provincia argentina de San Juan. Actualmente el monumento está colocado en el Parque de Mayo de la ciudad de San Juan. El más importante de los monumentos completados durante este período es "A San Martín y O'Higgins", dedicado a José de San Martín y Bernardo O'Higgins, dos figuras históricas cruciales que condujeron Argentina y Chile durante las guerras de independencia de la España colonial. Este monumento, ubicado en la plaza "Chile" de la ciudad de Mendoza, es un homenaje a la amistad entre ambos países. Está formado por dos grandes figuras de piedra, de 3.50 m de altura, que se yerguen sobre un macizo pedestal, también de piedra, mientras sostienen una espada común. Otro monumento de este período es el "Cristo de la Resurrección", ubicado en el campus de la Universidad Nacional de Cuyo. Esta figura de bronce alcanza 2.40 m. de envergadura a la altura de los brazos, y es una fundición póstuma del yeso original realizado por el artista en 1947.
Entre 1941 y 1949 el artista añadió cinco tallas en piedra a la "Serie del Planetario" que había iniciado en Santiago con el "Retrato de la Luna": "El Planeta Venus", "El Planeta Saturno", "La Vía Láctea", "Berenice" y "Lucerito". También esculpió "La Cuyanita", el retrato de una jovencita de la región argentina de Cuyo, en mármol de Carrara; "Desnudito Rojo", en piedra roja; y "Miguel Servet", también en piedra roja, un estudio para un monumento al filósofo y científico español que, luego de descubrir y describir la circulación de la sangre en el siglo XVI, fue condenado a morir en la hoguera, luego de haber sido juzgado como hereje por católicos y protestantes. Durante su primer período en Mendoza, Lorenzo Domínguez completó varios retratos en piedra: dos retratos de su esposa, "Clara" y "Clara Federica"; "Francisco Bernareggi"; "Beatriz Capra"; "Ramón Gómez Cornet", que se encuentra en el Museo Provincial de Bellas Artes de Santiago del Estero, Argentina; "Sergio Sergi", en granito negro y una de las obras maestras del artista; "Marjorie", en mármol de Carrara; "Federica", un primer retrato de su hija; "La Pilo", un retrato de la hija de Ramón Gómez Cornet; "Zezette Dáneo", que ha sido colocada en la Facultad de Artes de la Universidad Nacional de Cuyo; "Paco Correas", un retrato del hijo del Dr. Francisco Correas; "El Poeta Ramponi"; "Hipólito Digiovanni", un retrato del padre de su esposa; y "Francisco Amengual" y su esposa "Dorita Zabalza de Amengual". "Llaima-Llaima", un busto en piedra dorada, se destaca entre las esculturas realizadas entre 1941 y 1949, y es una de sus obras maestras. A este período corresponden dos medias figuras de gran tamaño realizadas en piedra, "Ana Villar de Domínguez", un retrato de su madre; y "María Ticac".
Además de estas obras en piedra, Lorenzo Domínguez completó esculturas en otros materiales. Hizo varios retratos en yeso: "Retrato del Dr. Fernando Mas Robles", el médico español que fuera su amigo de toda la vida; "Estelita Civit", esposa de Manolo Civit, arquitecto mendocino; "Argentina Gómez Cornet", la esposa del gran pintor; e "Irma", un retrato de Irma Aragonés, amiga de su esposa Clara. También han sido realizadas en yeso "Sarmiento", y "La infantita mendocina", un conjunto escultórico que representa un grupo de madre e hija, que fue proyectado como un futuro monumento a la hija de José de San Martín. Un importante trabajo en yeso es "La Casada", una figura femenina de gran tamaño que el artista hizo en Mendoza y luego llevó consigo a Tucumán en 1949. Durante este primer período en Mendoza, Lorenzo Domínguez completó un "Cristo" en madera policromada y dorada. Hizo varias cerámicas, incluida "Barcelona" (1941), una obra de 64 cm. de altura que simboliza el horror de la guerra y representa una madre desesperada que sostiene y protege con los brazos a su hijo, mientras levanta la vista hacia un cielo que imaginamos amenazante a causa de las bombas y los aviones. Esta escultura, así como algunos dibujos sobre este mismo tema que el artista realizó durante su segundo período mendocino, es una potente denuncia de los bombardeos fascistas y nazis llevados a cabo durante la Guerra Civil Española y un símbolo de los sufrimientos provocados por la guerra.
Entre 1941 y 1949 el artista comenzó dos series de dibujos: la "Serie de los Retratos", iniciada con "Clara Federica", un retrato de su esposa, y la "Serie de los Temas Religiosos". Sobre esta última serie debemos señalar que Lorenzo Domínguez no fue nunca una persona religiosa en el sentido doctrinario del término, pero tuvo siempre conciencia de lo sagrado y conocía profundamente el Viejo y el Nuevo Testamentos, así como la historia cristiana posterior. Entre 1941 y 1949 el artista completó "El Profeta Jonás", "La Virgen de la Esperanza", "Judith" y "Santa Juana". Realizó también algunos dibujos sobre temas varios, como "Pegasos", "Aristóteles" y tres dibujos de connotaciones eróticas titulados "Venus Metropolitana".

### Desde 1949 a 1956 (Tucumán, Argentina)

#### Vida y contexto cultural
En 1949 Lorenzo Domínguez se trasladó desde Mendoza a Tucumán para trabajar como profesor de escultura en la Universidad Nacional de Tucumán.
En esos años la ciudad de Tucumán se había convertido en un centro artístico que contaba con pintores como Lino Enea Spilimbergo, Ramón Gómez Cornet, Luis Lobo de la Vega, Timoteo Navarro, José Nieto Palacios, Francisco Ramoneda y Medardo Pantoja; grabadores como Pompeyo Audivert y Victor Rebuffo; dibujantes como Lajos Szalay y Eugenio Hirsch; y un grupo de joyeros y metalisteros encabezados por Pedro Zurro de la Fuente. Horacio Descole era el rector de la Universidad, y Guido Parpagnoli el decano del Instituto Superior de Artes. El círculo de colegas y amigos de Lorenzo Domínguez incluía los escritores Enrique Anderson Imbert y Pablo Rojas Paz; los arquitectos Eduardo Sacriste, Hilario Zalba, Jorge Vivanco, Horacio Caminos, Eithel Federico Traine, Federico Lerena y Enrico Tedeschi; el biólogo y los investigadores en medicina Cecilio Romagna, Giuseppe Cei y Juan Carlos Fasciolo; el psiquiatra, Juan Dalma; el sacerdote Petit de Murat; el director de orquesta Carlos Félix Cillario y -cada vez que tenía un concierto en Tucumán- el arpista Nicanor Zabaleta.
Ocasionalmente, durante el período en Tucumán, Domínguez viajaba a Resistencia, en la Provincia del Chaco, donde solía reunirse con Aldo y Efraín Boglietti y con Hilda Torres Varela los cuales, junto con otros intelectuales, habían organizado un centro cultural y una residencia para artistas, el "Fogón de los Arrieros".

#### Obra
En Tucumán el artista realizó tres monumentos para el Instituto de Biología "Miguel Lillo", de la Universidad Nacional de Tucumán. Entre ellos, el más importante es "Al Dr. Miguel Lillo", o "La Flora" y "La Fauna", con sus dos desnudos femeninos en piedra que alcanzan casi los tres metros de altura. Una de las figuras lleva guirnaldas de flores en la cabeza y en las manos, mientras que la otra sostiene un cachorro de puma entre los brazos. El segundo monumento, también en piedra, está dedicado a "El Profesor Schreiter", un etnógrafo y naturalista alemán que había trabajado con el Dr. Miguel Lillo. El tercer monumento es un búho de la sabiduría, una figura de cemento de gran tamaño que forma parte de la colorida "Fuente de la Ciencia" realizada por el artista.
Desde 1949 a 1956, Lorenzo Domínguez realizó algunas importantes esculturas en piedra: "El Negro Boxeador" en piedra azul; "Leonor", un retrato de la artista Leonor Rigau en granito negro; "La Señorita"; "María Coya"; "María Rosa"; "Federica", un segundo retrato de su hija; y "Jeroglífico del Tiempo", un relieve de gran tamaño en piedra roja. Cuatro trabajos se destacan entre las esculturas de piedra y mármol de este período: "Retrato de mi Mujer", un tercer retrato de su esposa Clara caracterizado por sus facciones ligeramente asimétricas que sugieren los rasgos "blandos" y "duros" de su personalidad; "Guido Parpagnoli", una cabeza monumental en piedra roja; "La Muerte", en basalto negro; y "El Prisionero Político Desconocido", una figura trágica representada por un cráneo que se cubre las cuencas de los ojos con las manos.
Además de estas obras en piedra, Lorenzo Domínguez completó esculturas en otros materiales: un retrato en bronce de "El Pintor Lino Enea Spilimbergo"; dos cerámicas, "La Virgen de la Esperanza", una figura femenina sentada, y "La Mamita", una maternidad juguetona que representa a una niña que abraza a su muñeca; varios retratos en yeso, "Ana Villar de Domínguez", un nuevo retrato de su madre; "El Grabador Pompeyo Audivert"; "Argentina Gómez Cornet", la esposa del pintor; y "Horacio Descole", el rector de la Universidad Nacional de Tucumán. "La Antártida Argentina" es una obra simbólica que representa una figura femenina vestida con botas y pesadas ropas de cuero, con un león marino a su lado. "Manuel de Falla" es un ángel músico, también en yeso, un proyecto de monumento en honor del músico español, y actualmente está en el Museo Manuel de Falla, en Alta Gracia, Córdoba, Argentina. "Paloma de la Paz", un pequeño trabajo en yeso, representa una paloma caída y simboliza el fracaso de los ideales de paz.
En Tucumán, Lorenzo Domínguez desarrolló y dominó su técnica para realizar grandes planchas de hierro o cobre batido. En estas planchas de metal batido los temas principales son: algunas figuras del Viejo y el Nuevo Testamentos, figuras latinoamericanas de estilo precolombino, figuras de los mitos clásicos europeos, y sobre todo el tema de Don Quijote. Algunas importantes planchas de metal batido correspondientes a este período son: "Adán y Eva", "El Profeta Jonás", "Judith y Holofernes", "Cristo", "San Juan Bautista", "La Visitación", "Lucha entre la Pachamama y la Guerra", "El Rapto de Europa", "Don Miguel de Unamuno" y dos planchas particularmente grandes, "Retrato del Sol" y "Nuestro Señor Don Quijote". Realizó también ocho planchas de hierro que pertenecen a la serie de las "caídas" de Don Quijote: "El Ahorcamiento de la Mano", "Crucifixión en la Locura", "Crucifixión en la Salud", "Choque con la Locura", "El Muro Invisible", "La Censura", "La Mano Creadora" y "El Espolio".
Desde 1949 a 1956, Lorenzo Domínguez realizó algunos de sus más importantes dibujos. Completó una serie de cuatro dibujos sobre el tema de la maternidad. Continuó la "Serie de los Temas Religiosos" ("Crucifixión", "Cristo", y "Los Cuatro Jinetes del Apocalipsis") y con la serie de los "Retratos", que ya había iniciado en Mendoza. Dentro de esta última serie realizó varios retratos familiares: "Clara", "Ana Villar", dos retratos de su hija Federica, dos retratos de su hijo Fernán, un retrato titulado "Lorenzo" y otro titulado "Niño". Realizó también un retrato de su amigo, el pintor "Spilimbergo"; y el retrato de una joven titulado "Muchacha Tucumana". Un dibujo enigmático de este período es "El Amor Propio".
En Tucumán, el artista comenzó dos nuevas series de dibujos: "Mitología de Chile", con dos dibujos que se titulan "Valparaíso", y la "Serie de las Piedras", con un dibujo titulado "Mujer Reclinada".
El artista comenzó también tres de sus cuatro series de desnudos: "Desnudos de Pie", "Desnudos Sentados" y "Desnudos Reclinados". Domínguez dibujaba sólo desnudos femeninos, que varían desde el realismo a la estilización. Los desnudos corresponden a un alto porcentaje del total de los dibujos del artista (200/500).
Entre 1954 y 1955 Lorenzo Domínguez comenzó y completó la serie de dibujos que denominó "Via Crucis de Don Quijote". El tema de estos dibujos son las caídas de Don Quijote, una transposición estética de veinticuatro caídas físicas y simbólicas que el héroe literario de Cervantes' experimenta a lo largo de la novela. La serie creada por Domínguez consiste en treinta y dos dibujos, con diferentes versiones y estudios de algunas de las caídas. Lorenzo Domínguez se sintió siempre atraído por esta novela española, como tema de lectura y de meditación primero, y como paradigma estético después. En la figura del caballero andante, el artista encuentra símbolos permanentes. Las veinticuatro caídas físicas (que tal vez sean veinticuatro triunfos espirituales) son de naturaleza muy variada. Hay caídas causadas por la crueldad o la vulgaridad, como "Choque con el Servilismo", donde Don Quijote encuentra algunos mercaderes y es golpeado por el mozo de mulas; o "Choque con la Brutalidad", donde es golpeado por un cabrero; o "El Sadismo", que alude al episodio en que los duques le juegan una burla cruel, durante la que sueltan un saco de gatos enfurecidos que atacan y hieren al caballero; o "Ahorcamiento de la Mano", donde Maritornes se burla de él dejándolo colgado de una mano durante toda una noche; o "Emporcamiento del Genio", donde Don Quijote es arrollado por una piara de cerdos. Hay caídas causadas por la ingratitud, como "El Espolio", donde Don Quijote libera a los galeotes y luego es robado por ellos; o "La Traición de Sancho", donde es golpeado por su propio escudero; o "Choque con la Amistad", donde Don Quijote es derribado por su amigo, el Bachiller Sansón Carrasco, disfrazado de Caballero de la Blanca Luna. En "Choque con la Lujuria", la caída de Don Quijote es causada por los golpes del arriero enamorado de Maritornes. A veces es la fantasía la que naufraga, provocando una caída. Hay un "Primer Naufragio de la Fantasía", que alude al viaje y catástrofe de Don Quijote durante su travesía en el barco encantado; y hay una "Segundo Naufragio de la Fantasía", que alude al viaje y catástrofe de Don Quijote durante su cabalgata en el caballo volador. Hay caídas provocadas por la locura. Por la propia locura poética de "Crucifixión en la Locura", donde Don Quijote aparece crucificado en el simbólico molino de viento. O por la locura patológica de Cardenio en "Choque con la Locura". Interesantes y polémicas para quien contempla hoy este muy contemporáneo Via Crucis son caídas como "La Censura", donde Don Quijote es enjaulado y silenciado por figuras representativas de la comunidad, el cura y el barbero; o el "Choque con el Poder", donde Don Quijote cae del caballo apabullado frente a la potencia aristocrática del duque y la duquesa. Verdaderas caídas políticas resultan "La Guerra Civil" y "Espanto del Futuro". En el primer dibujo España combate contra España, y Don Quijote, símbolo de España, es atacado y atropellado por una manada de toros, también ellos símbolo de España. En el segundo dibujo hay un anacronismo deliberado, porque Don Quijote cae del caballo a la entrada de Barcelona, como golpeado por el presentimiento de la Guerra Civil Española. La escultura que figura en el dibujo es una obra del propio Lorenzo Domínguez, "Barcelona", un homenaje a las víctimas de los bombardeos. En la última caída, "Crucifixión en la Salud", se refuerza la dimensión religiosa del personaje ya planteada en "Crucifixión en la Locura". Es la caída en la que el héroe cervantino deja de ser Don Quijote. En el dibujo, el personaje de Cervantes se ubica al centro de la composición. A su derecha y a su izquierda, en reiteración de las figuras femeninas de la crucifixión cristiana, se encuentran el ama y la sobrina. Cuando Don Quijote quiebra la lanza, sus brazos se transforman en los brazos de una cruz. Y en esa cruz muere Don Quijote, quedando sólo Alonso Quijano.
Lorenzo Domínguez pensaba usar los dibujos del "Via Crucis de Don Quijote" para ilustrar una edición especial de la novela de Cervantes, un proyecto que nunca abandonó, ni siquiera durante su estadía en la Isla de Pascua. Como ya lo hemos señalado, entre 1949 y 1956, algunos de los dibujos sobre las caídas de Don Quijote fueron llevados al hierro batido.

### Desde 1956 a 1959 (Mendoza, Argentina, segundo período)

#### Vida y contexto cultural
En 1956 Lorenzo Domínguez dejó Tucumán para regresar a la Escuela Superior de Artes Plásticas de la Universidad Nacional de Cuyo en Mendoza. Después de la llegada del artista en 1956, algunos de sus antiguos discípulos volvieron a incorporarse a su taller, pero también llegaron nuevos alumnos: Carmen Gracia, Mónica Wasmuth, Claudia Zanettini, Chipo Céspedes, Juan Antonio García, Teresa Larrañaga Domínguez, Matías Vial, y Eliana Molinelli.

#### Obra
Lorenzo Domínguez completó dos importantes esculturas entre 1956 y 1959: un monumento dedicado a "Platón", ubicado en la Facultad de Filosofía y Letras de la Universidad Nacional de Cuyo, y un "Torso" en granito negro.
También completó varias planchas de metal batido: "Santa Bárbara", "Las Montañas", "La Preñada" y "La Visita", una gran plancha de hierro batido, que representa la visitación de la Virgen María a Santa Isabel y simboliza la hospitalidad.
Durante este período el artista se concentró particularmente en sus dibujos. Continuó con sus primeras tres series de desnudos, los "Desnudos de Pie", los "Desnudos Sentados" y los "Desnudos Reclinados", y comenzó una nueva serie llamada "Dos Desnudos". Realizó varios retratos, incluyendo "Gloria", "Mujer a Cuadros", un "Retrato" anónimo, y otro "Retrato" de una mujer con los ojos entrecerrados. El artista continuó con los temas religiosos: "Santa Bárbara", "Cristo y San Juan", "Verónica", "Virgen", "El Mal Ladrón" "Santidad", "La Visita", y una de sus obras maestras, "El Beso de Judas". El artista completó su serie sobre la "Mitología de Chile" con algunos dibujos inspirados en figuras precolombinas y en la herida dejada por la conquista española, como sus tres dibujos sobre la mujer Araucana ("Venus Araucana") y sus dibujos sobre la tortura y el martirio del cacique Caupolicán. Realizó también una subserie de ocho dibujos sobre la poeta chilena Gabriela Mistral, Premio Nobel de literatura de 1945. En esta subserie de dibujos, la figura de Mistral está representada con diferentes niveles de abstracción y detalle, algo que nos permite comprender algunos de los procesos estéticos del artista. Domínguez completó otra serie que posteriormente se denominaría "Anticipos de la Isla de Pascua", y terminó la "Serie de las Piedras". Esta serie comprende quince dibujos que representan figuras monumentales o monstruosas que parecen surgir desde la roca: el segundo dibujo de la serie, "Piedra", representa la cabeza de un animal con colmillos prominentes; otro de los dibujos, "Juan Sebastián Bach", evoca el monumento en piedra que el artista había realizado en Chile; tres dibujos titulados "La Vía Láctea", evocan la escultura de la "Serie del Planetario"; y cuatro dibujos representan las figuras de Cristo y del Demonio como bloque de piedra. En la "Serie de los Temas Varios" hay algunas subseries magníficas sobre el bombardeo de "Barcelona" durante la Guerra Civil Española; sobre el "Parto"; y sobre "La Muerte del Conejo", que representa la matanza de los conejos por parte de los campesinos. Otros dibujos de esta serie son: "Cóndores", "Ángel", "Beso de Blanco y Negro", "Platón", y la extraordinaria "Mujer Sonriente".

### Desde enero de 1960 a febrero de 1961 (Isla de Pascua, Chile)

#### Vida y contexto cultural
Durante trece meses, desde enero de 1960 a febrero de 1961, gracias a un subsidio del Fondo Nacional de las Artes (Secretaría de Cultura, Gobierno Argentino), Lorenzo Domínguez realiza su sueño de siempre de vivir y trabajar en medio de los moais y los petroglifos de la Isla de Pascua.
Esta isla chilena, también llamada Rapa Nui, es uno de los lugares más aislados de la tierra, ya que se encuentra en la parte sur-oriental del Océano Pacífico, a más de 3500 kilómetros de los centros poblados más cercanos, que son Chile continental y Tahití. En 1960, año en que Domínguez comenzó su viaje, el problema de las grandes distancias era particularmente grave, ya que aún no se habían establecido los viajes aéreos entre la Isla y Chile continental. La única comunicación regular era un buque de la Marina Chilena que viajaba hasta la Isla solamente una vez al año, siempre en el mes de enero, permaneciendo allí por diez o quince días, de modo que los viajeros que no regresaban inmediatamente al continente con este mismo barco estaban obligados a permanecer en la Isla por el resto del año.
El 11 de enero de 1960, Lorenzo Domínguez partió del puerto chileno de Valparaíso hacia la Isla de Pascua, a la que llegó el día 18 de enero, y donde permaneció hasta el 1 de febrero de 1961. Durante estos trece meses, el artista creó esculturas y dibujos, escribió un diario personal y artístico, y fotografió las esculturas y petroglifos de la Isla.
Su viaje de regreso sería por sí mismo una aventura, porque Domínguez usó una oportunidad inesperada para regresar a Chile. Cuando su barco de regreso ya estaba anclado en la Isla, preparado para regresar al continente, llegó a Pascua un avión conducido por Roberto Parragué, Capitán de Bandada de la Marina Chilena, que estaba realizando su tercer riesgoso vuelo entre Valparaíso y la Isla de Pascua en el avión llamado "Manutara II". Parragué le permitió a Lorenzo Domínguez reservar un asiento en su avión, con lo que el artista se convirtió en uno de los dos primeros pasajeros que viajarían desde la Isla de Pascua hacia Chile.

#### Obra
Durante el año en que vivió en la Isla de Pascua, Lorenzo Domínguez realizó una escultura grande y talló algunos pequeños relieves en piedras de la Isla. La escultura es un retrato del Padre Sebastián Englert, el sacerdote, lingüista y etnógrafo que vivió en la Isla de Pascua desde 1935 hasta casi el momento de su muerte, ocurrida en 1969. Mientras estaba en la Isla, Domínguez completó la cabeza de Englert en yeso, pero realizaría además una talla en madera después de su regreso a Mendoza.
Entre enero de 1960 y febrero de 1961, Lorenzo Domínguez completó 128 grandes dibujos inspirados en los moais y petroglifos de la Isla, así como numerosos bocetos que más tarde convertiría en dibujos acabados o en planchas de metal batido. Estas obras han sido descriptas y fotografiadas en el Catálogo General de 1998. Hay nueve series de dibujos de la Isla de Pascua: la "Serie de los Moais" (29 dibujos inspirados por los Moais, o esculturas gigantes hechas en piedra características de la Isla de Pascua); la "Serie de los Make-Makes" (32 dibujos inspirados por los Petroglifos de Make-Make, el dios de los grandes ojos, representado con frecuencia en los petroglifos de la Isla); la "Serie de los Hombres Pájaros" (17 dibujos sobre ciertos seres mitológicos, mitad hombres y mitad pájaros, que simbolizan el Tangata Manu, el héroe victorioso de la competencia por el poder y por un huevo legendario); la "Serie de las Manos de Moai" (10 dibujos); la "Serie de los Komaris" (7 dibujos sobre los komaris o vulvas, otro tema frecuente de los petroglifos pascuenses); la "Serie de los Pájaros" (5 dibujos que tienen como motivo central dos pájaros enfrentados y unidos por el pico, lo que sugiere el segundo título de esta serie de dibujos: "El Beso"); la "Serie del Pájaro en Vuelo" (5 dibujos inspirados en un relieve de piedra de Anakena que Lorenzo Domínguez consideraba la suprema obra maestra de los petroglifos pascuenses: un pájaro, o un hombre-pájaro magistralmente estilizado, una pieza de la cultura pascuense que "sería el orgullo de cualquier museo", según registra en su diario el 26 de octubre de 1960); la "Serie Marina" (5 dibujos sobre un tipo particular de petroglifos, grabados en el suelo, o petroglifos "papa rona", que tienen como tema algunas criaturas marinas); y la "Serie de las Piedras Pascuenses" (5 dibujos de piedras con formas particulares, incluyendo algunas que sugieren la muerte o la calavera). Domínguez completó además 12 dibujos de otras dos series que completaría solamente después de su regreso a Mendoza: los primeros tres dibujos de la "Serie de los Torsos Pascuenses", una serie con un total de 6 torsos femeninos; y los primeros nueve dibujos de la "Serie de Otros Temas Pascuenses", una serie de 12 dibujos sobre variados temas pascuenses: un barco perseguido por un pájaro que podría representar el demonio; dos dibujos que representan un rostro cubierto con una mano y realizado con tierra de la Isla; algunos dibujos cuyo tema es el mono, o el hombre-mono, con referencias a la idea de potencia sexual; y otros inspirados en petroglifos sobre el tema de la flor o la fecundación.
Un dibujo realizado en la Isla representa a "Cristo", un tema que al menos a nivel de superficie se separa del universo temático pascuense. En el Catálogo general ha sido incluido entre la "Serie de los Temas Religiosos" (REL30).

### Desde 1961 a 1963 (Mendoza, Argentina, tercer período)

#### Vida
El 2 de febrero de 1961, Lorenzo Domínguez aterrizó en Santiago de Chile. Unos días después volvió a Argentina, a Mendoza, junto a su esposa, sus dos hijos, su hija y su madre, para reincorporarse a su taller de la calle Montevideo, el viejo edificio en el que daba clases de arte a los estudiantes de la Universidad Nacional de Cuyo. Después de su regreso de Pascua, Lorenzo Domínguez vivió solamente dos años. Falleció el 21 de marzo de 1963, en brazos de su esposa, luego de sufrir un ataque cardíaco.
El último período de su vida, entristecido solamente por la muerte de su madre Ana, fue un período sereno y feliz junto a su familia, sus amigos y sus estudiantes. Fue también un período fructífero desde el punto de vista artístico en el que realizó algunas de sus obras más importantes. Además, durante este período, el artista escribió varios capítulos de su libro "Las esculturas de la Isla de Pascua". Fue también un momento de gran reconocimiento público: Lorenzo Domínguez fue entrevistado, dio conferencias y preparó exhibiciones de su obra, en especial de aquella parte relacionada con la Isla de Pascua. Una de estas exhibiciones, organizada por el Museo Nacional de Bellas Artes en Buenos Aires, fue particularmente significativa por el número y la calidad de los dibujos, planchas de metal batido y fotografías que se expusieron.

#### Obra
Entre 1961 y 1963 Lorenzo Domínguez completó una gran escultura en piedra roja, "La Paz", que representa un ángel rompiendo una espada; y talló dos cabezas de madera de inspiración pascuense: "Muchacha Pascuense" y "El Padre Sebastián Englert de la Isla de Pascua".
Completó ocho grandes planchas de hierro o cobre batido sobre temas de la Isla de Pascua, cada una de las cuales puede ser considerada una obra maestra: "Barco perseguido por un Aku-Aku", o demonio; "Jeroglífico de Hanga-Papara", sobre el tema de la fecundación; "Komaris", o vulvas; "Make-Make de la Tempestad"; el estilizado "Pájaro en Vuelo"; una plancha de cobre titulada "Los Pájaros, o El Beso"; "Los Náufragos", que presenta remos antropomórficos que simbolizan el naufragio y la muerte; y el "Torso Pascuense", una plancha de cobre que representa un poderoso torso femenino. En 1961 el artista completó una plancha de metal batido, "Nos Traen el Desayuno", sobre el tema de la servidumbre dolorosa, en la que la madre y el hijo aparecen con los clavos y la corona de espinas típicos de la crucifixión cristiana.
Durante este período, Lorenzo Domínguez realizó dibujos que constituyen obras maestras y que muestran la influencia de la experiencia estética que acaba de vivir en la Isla de Pascua. Completó tres dibujos sobre la subserie de "Los Náufragos" ("Serie de Otros Temas Pascuenses") y tres "Torsos Pascuenses"; así como dos dibujos con el tema de "Cristo" que se relacionan con el "Cristo" dibujado en la Isla. Hizo un dibujo sobre "Valle Inclán", el escritor español que había encontrado en su juventud; y tres dibujos sobre "Don Quijote", en dos de los cuales Don Quijote se identifica con Cristo, creando una síntesis estética de dos figuras que son una constante simbólica a lo largo de la biografía artística de Lorenzo Domínguez. En estos dos dibujos, Don Quijote aparece con una corona de espinas o un halo, y con la mano levantada en el gesto de bendecir. Ambos dibujos se titulan "Yo Sé Quién Soy", aludiendo a ciertas palabras enigmáticas pronunciadas por Don Quijote en el capítulo V de la primera parte de la novela de Cervantes. Otros dibujos de este período con connotaciones religiosas son: "Santa Gema", "Santa con Cruz", y dos representaciones de la "Virgen de Luján", concebidas como un punto de partida para una plancha de hierro batido o una lápida para ser colocada en la tumba de su madre. Hay también un dibujo enigmático con ecos hagiográficos titulado "La Ciega de Palmira", una localidad de la provincia de Mendoza.
Durante este período que va desde febrero de 1961 al momento de su muerte, Domínguez trabajó en tres de las series de los desnudos: "Desnudos Sentados", "Desnudos Reclinados" y "Dos Desnudos". Trabajó en una subserie de retratos titulada "Muchacha Mendocina" y en un dibujo titulado "Mujer Mendocina". Un curioso dibujo de este período es "El Loco de Amor Vendedor de Melones Escritos", un mensaje de amor dirigido a su esposa Clara.

## Libros y artículos publicados por Lorenzo Domínguez. Algunos textos inéditos

### El libro "Las esculturas de la Isla de Pascua"
En la obra "Las esculturas de la isla de Pascua", Lorenzo Domínguez nos dejó sus reflexiones sobre las esculturas de la Isla de Pascua. El artista comenzó a escribirlo en Mendoza, poco después de regresar de la Isla. Logró completar varios capítulos, pero la muerte interrumpió su tarea, de modo que el libro fue completado años después, en forma póstuma, por su esposa Clara Digiovanni de Domínguez. Su biógrafo, Diego F. Pró, escribió el estudio preliminar así como una extensa bibliografía que incluye libros sobre Lorenzo Domínguez, artículos publicados en revistas, diarios, publicaciones periódicas, catálogos de las diferentes exhibiciones, y un elenco de artículos no publicados y de conferencias sobre Lorenzo Domínguez.
Además del texto, Las esculturas de la Isla de Pascua incluye un importante material gráfico con las fotografías tomadas por Lorenzo Domínguez a algunos de sus dibujos y planchas de metal batido de tema pascuense; así como algunas fotografías que el artista había tomado a los moais y petroglifos de la Isla.

### Diario de la Isla de Pascua
Lorenzo Domínguez dejó un "diario"  sobre su estadía en la Isla de Pascua, un registro casi cotidiano de inspiración a la vez personal y artística, escrito en forma de cartas a su esposa Clara. El diario comienza con las palabras de despedida a su esposa mientras el barco "Presidente Pinto" parte desde el continente hacia la Isla el 11 de enero de 1960. A lo largo de trescientas páginas Domínguez registra sus reflexiones estéticas y sus emociones personales a la vista de los moais y de los petroglifos; plantea la necesidad y la urgencia de preservar el patrimonio artístico de la Isla; habla a su esposa sobre su propio proceso creativo; y le da detalles sobre lo que está esculpiendo y dibujando en el momento de la escritura, así como sobre las fotografías que está tomando. Pero el artista también le habla sobre su vida cotidiana, sobre las personas que encuentra, sobre lo que come o lee, sobre sus viajes a caballo acompañado por su guía Santiago Pakarati, y sobre sus propios y personales sentimientos de nostalgia y amor por ella y por toda su familia. El diario termina el 7 de febrero de 1961.

### Artículos publicados por Lorenzo Domínguez
Domínguez, Lorenzo. Cartas dirigidas a Jorge Romero Brest. Ver y estimar, Buenos Aires, 1954.

### Textos inéditos
1. Domínguez, Lorenzo. Correspondencia.
2. Domínguez, Lorenzo. Cuentos de museo.
3. Domínguez, Lorenzo. Notas de Viajes.

## Fotografías realizadas por Lorenzo Domínguez
Fotografías escaneadas y depositadas en la "Easter Island Domínguez Collection" (University of California, Los Ángeles, USA)
Lorenzo Domínguez dejó un testimonio fotográfico del patrimonio artístico de la Isla de Pascua, ya que tomó varios centenares de fotografías blanco y negro y color, antes y después del maremoto que en mayo de 1960 dañó una parte del patrimonio cultural de la Isla. Hoy, muchas de estas fotografías, escaneadas y agrupadas en la "Colección Domínguez", forman parte de la base de datos del proyecto sobre las esculturas de la Isla de Pascua  de la UCLA (Universidad de California, Los Ángeles), dirigido por la Dra. Jo Anne Van Tilburg.

## Obras en museos
- Cajal, Madrid, España. Cabeza de bronce (yeso original: 1929; fundición en bronce: 1934). Museo Nacional de Bellas Artes, Buenos Aires, Argentina, Cf. BR2 en el Catálogo General de 1998.
- Lilión, Santiago, Chile, 1937. Cabeza de bronce, 35 cm. Museo Nacional de Bellas Artes, Santiago, Chile, Cf. BR24 en el Catálogo General de 1998.
- Retrato del Pintor Hernán Gazmuri, Santiago, Chile, 1937. Cabeza de bronce, 34 cm. Museo Nacional de Bellas Artes, Santiago, Chile, Cf. BR26 en el Catálogo General de 1998.
- Pasteur, Santiago, Chile, 1942. Yeso, 48 cm. Museo Nacional de Bellas Artes, Santiago, Chile, Cf. Y26 en el Catálogo General de 1998.
- Pasteur, Santiago, Chile, 1942. Piedra verde, 52 cm. Museo Nacional de Bellas Artes, Santiago, Chile, Cf. P22 en el Catálogo General de 1998.
- Beatriz Capra, Mendoza, Argentina. Cabeza de bronce (yeso original: 1943; fundición en bronce: 1944). Primer retrato de la escultora, 44 cm. Museo Nacional de Bellas Artes, Buenos Aires, Argentina, Cf. BR28 en el Catálogo General de 1998.
- Ramón Gómez Cornet, Mendoza, Argentina, 1948. Cabeza en piedra avellana, aproximadamente 40 cm. Museo Provincial de Bellas Artes, Santiago del Estero, Argentina, Cf. P55 en el Catálogo General de 1998.
- Manuel de Falla, Estudio para un monumento, Tucumán, Argentina, 1951. Yeso. Museo Manuel de Falla, Alta Gracia, Córdoba, Argentina, Cf. Y100 en el Catálogo General de 1998.
- Cristo, Tucumán, Argentina, aproximadamente 1951. Plancha de hierro batido, 65 x 50 cm. Museo Nacional de Bellas Artes, Buenos Aires, Argentina, Cf. BR32 en el Catálogo General de 1998.
- Visitación, Tucumán, Argentina, 1954. Plancha de cobre batido, 65 x 50 cm. Museo Nacional de Bellas Artes, Buenos Aires, Argentina, Cf. PM20 en el Catálogo General de 1998.
- Emporcamiento del Genio, Caída XXIII del Via Crucis de Don Quijote, Tucumán, Argentina, 1955. Dibujo de aproximadamente 50 x 65 cm., Serie del Via Crucis de Don Quijote. Museo Emiliano Guiñazú, Mendoza, Argentina, Cf. VCQ32 en el Catálogo General de 1998.